# دانييل تشالوف
دانييل تشالوف (بالروسية: Даниил Чалов)‏ هو لاعب كرة قدم روسي في مركز الدفاع، ولد في 17 يونيو 1994 في موسكو في روسيا. شارك مع منتخب روسيا تحت 21 سنة لكرة القدم. أما مع النوادي، فقد لعب مع توم تومسك وشينيك ياروسلافل ولوكوموتيف موسكو وموردوفيا سارانسك ونادي سكا خاباروفسك ونادي فيتيبسك.

## وصلات خارجية
- دانييل تشالوف على موقع قاعدة بيانات كرة القدم.إي يو (الإنجليزية)
- دانييل تشالوف على موقع Soccerway.com (الإنجليزية)
- دانييل تشالوف على موقع عالم كرة القدم.نت (الإنجليزية)